# 컴퓨터 게이밍 월드

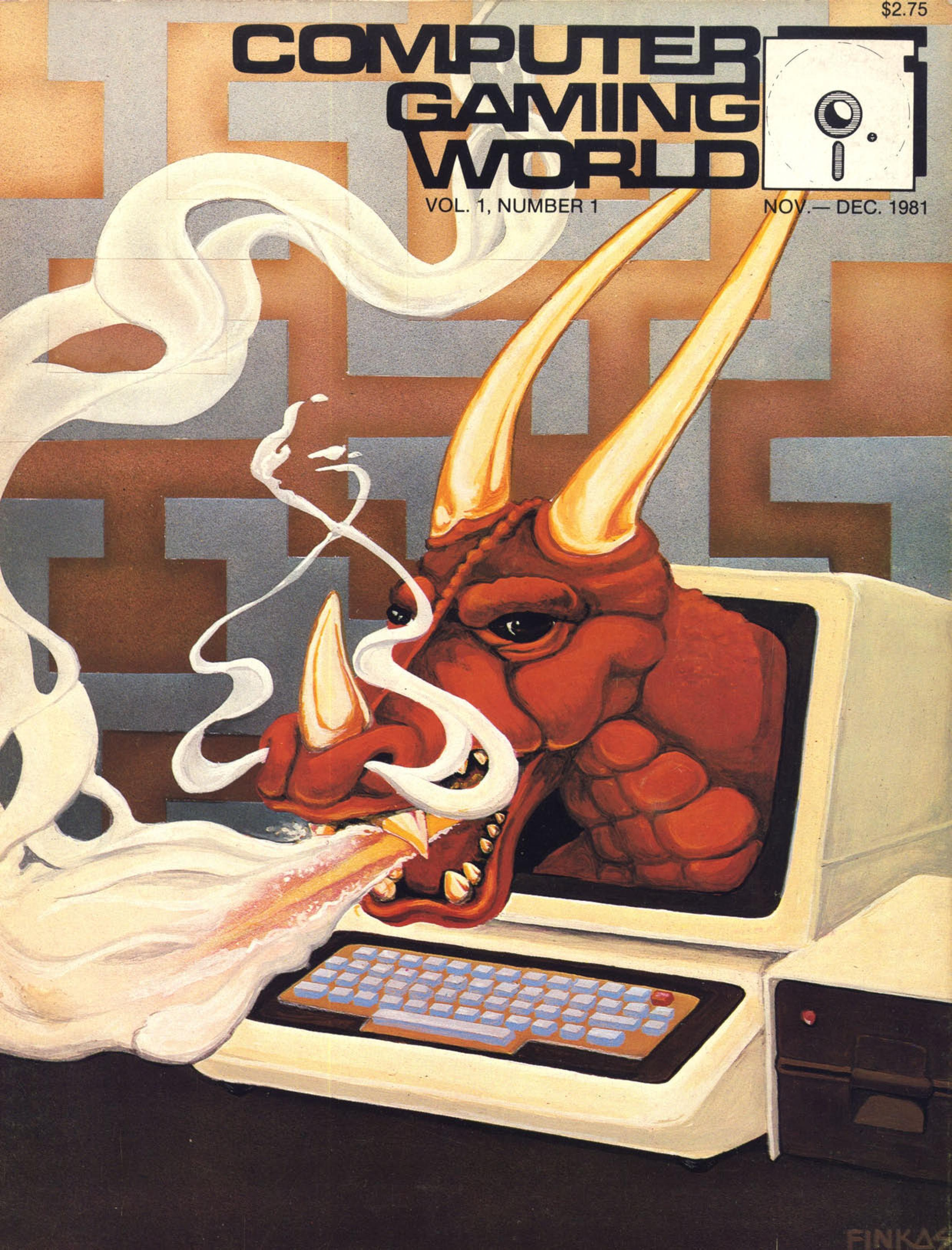

컴퓨터 게이밍 월드(Computer Gaming World, CGW)는 1981년에서 2006년 사이에 발행된 미국의 컴퓨터 게임 잡지였다. 1983년 비디오 게임 충돌에서 살아남은 몇 안 되는 잡지 중 하나로 1993년 지프 데이비스에 매각되었다. 1990년대까지 크게 확장되었다. 1997년까지 약 500페이지에 달하는 가장 큰 비디오 게임 전용 잡지 중 하나가 되었다.
2000년대 초반에는 유통량이 약 300,000부였으며 시장 선두주자인 PC 게이머보다 약간 뒤처졌다. 그러나 그 시대의 대부분의 잡지와 마찬가지로 광고 수익이 인터넷 자산으로 빠르게 이동하면서 수익이 감소했다. 2006년에 지프는 온라인 형식으로 전환하기 전에 "Games for Windows"로 초점을 다시 맞추고 같은 해 후반에 완전히 종료할 것이라고 발표했다.